# Анджер, Джеймс Маршалл
Джеймс Маршалл Анджер (англ. James Marshall Unger, род. 28 мая 1947, Кливленд, Огайо) — почётный профессор японского языка в Университете штата Огайо. Он специализируется на исторической лингвистике и системах письма Восточной Азии, а также опубликовал публикации по японской математике периода Эдо.
Он возглавлял академические отделы Гавайского университета в Маноа, Университета Мэриленда и Университета штата Огайо с 1988 по 2004 год, а также был приглашённым профессором/исследователем в Университете Кобе, Университете Цукубы, Токийском университете, Национальном музее этнографии в Сенри и Национальном институте японского языка и лингвистики (NINJAL) в Татикаве. Из различных исследовательских грантов он получил стипендии от Фонда Гуггенхайма, Фонда Форда и Японского фонда (дважды).

## Книги
- Studies in Early Japanese Morphophonemics (Bloomington:  Indiana University Linguistics Club, 1977; 2nd ed. 1993)
- With F. C. Lorish, M. Noda, Y. Wada A Framework for Introductory Japanese Language Curricula in American High Schools and Colleges (Washington, D.C.: National Foreign Language Center, 1993)
- The Fifth Generation Fallacy (New York:  Oxford University Press, 1987)
- Literacy and Script Reform in Occupation Japan  (New York:  Oxford University Press, 1996)
- Ideogram:  Chinese Characters and the Myth of Disembodied Meaning (Honolulu:  University of Hawai'i Press, 2004)
- The Role of Contact in the Origins of the Japanese and Korean Languages (Honolulu: University of Hawai'i Press, 2009)
- Sangaku Proofs:  a Japanese Mathematician at Work (Ithaca: Cornell East Asia Series, 2015)
- Sangaku Reflections:  a Japanese Mathematician Teaches (Ithaca: Cornell East Asia Series, 2017)